# クタイシ
クタイシ（グルジア語: ქუთაისი, Kutaisi、アブハズ語: Kәҭesh、ロシア語: Кутаиси）は、ジョージア西部イメレティ州の中心都市。リオニ川の河畔に広がる。人口は約13.5万人（2020年推計）。ロシア語ではかつて"Кутаис"（クタイス）と表記されていた。ソビエト連邦時代には、ジョージア（グルジア）第2の工業都市として自動車工場などが有名であった。首都トビリシから221キロメートル。
古代ギリシアの『アルゴナウタイ』物語で知られるコルキス王国（あるいはコルヒダ王国、紀元前6世紀-紀元前2世紀）の首都であり、975年から1122年まではグルジア連合王国の首都であった。また、15世紀以降はイメレティ王国（1260年–1810年）の首都でもあった。1810年にロシア帝国に併合された。
町を見下ろす丘に立つバグラティ大聖堂（11世紀に完成）や、近郊のゲラティ修道院が有名。後者はユネスコの世界遺産に登録されている。
1840年に開設されたクタイシのギムナジウムは、言語学者ニコライ・マルや心理学者ディミトリ・ウズナゼ、詩人ウラジーミル・マヤコフスキー、グリゴル・ロバキゼ、政治家ニノ・ブルジャナゼらを輩出している。
グルジアにおけるアヴァンギャルド運動の中核を担ったグループ「青い角」が1916年に結成され、1930年代まで活動を続けていた。
2012年にジョージア議会議事堂がトビリシより移転した。

## 気候
ケッペンの気候区分では温暖湿潤気候であり、年間を通して降水量が多い。平均気温の推移は日本の暖地とほぼ同程度であるが、冬季の降水量は多く晴れ間は少ないことと、夏季の気温が低く比較的涼しいことが相違点として挙げられる。しかし、夏季は比較的気温が上がり、30℃以上まで上がる日も多い。
| クタイシの気候                               | クタイシの気候 | クタイシの気候 | クタイシの気候 | クタイシの気候 | クタイシの気候 | クタイシの気候 | クタイシの気候 | クタイシの気候 | クタイシの気候 | クタイシの気候 | クタイシの気候 | クタイシの気候 | クタイシの気候 |
| 月                                           | 1月            | 2月            | 3月            | 4月            | 5月            | 6月            | 7月            | 8月            | 9月            | 10月           | 11月           | 12月           | 年             |
| -------------------------------------------- | -------------- | -------------- | -------------- | -------------- | -------------- | -------------- | -------------- | -------------- | -------------- | -------------- | -------------- | -------------- | -------------- |
| 最高気温記録 °C （°F）                       | 21.4 (70.5)    | 24.5 (76.1)    | 30.5 (86.9)    | 35.4 (95.7)    | 37.6 (99.7)    | 40.4 (104.7)   | 43.1 (109.6)   | 42.2 (108)     | 40.0 (104)     | 35.2 (95.4)    | 29.8 (85.6)    | 25.2 (77.4)    | 43.1 (109.6)   |
| 平均最高気温 °C （°F）                       | 9.4 (48.9)     | 10.2 (50.4)    | 14.3 (57.7)    | 20.0 (68)      | 24.6 (76.3)    | 27.5 (81.5)    | 29.0 (84.2)    | 29.8 (85.6)    | 26.5 (79.7)    | 21.8 (71.2)    | 15.9 (60.6)    | 11.4 (52.5)    | 20.0 (68)      |
| 日平均気温 °C （°F）                         | 5.4 (41.7)     | 6.2 (43.2)     | 9.3 (48.7)     | 13.9 (57)      | 18.1 (64.6)    | 21.7 (71.1)    | 24.1 (75.4)    | 24.7 (76.5)    | 20.8 (69.4)    | 16.2 (61.2)    | 10.7 (51.3)    | 6.9 (44.4)     | 14.8 (58.6)    |
| 平均最低気温 °C （°F）                       | 2.9 (37.2)     | 3.0 (37.4)     | 5.7 (42.3)     | 9.6 (49.3)     | 13.5 (56.3)    | 17.3 (63.1)    | 20.2 (68.4)    | 20.5 (68.9)    | 16.9 (62.4)    | 12.4 (54.3)    | 7.1 (44.8)     | 4.0 (39.2)     | 11.1 (52)      |
| 最低気温記録 °C （°F）                       | −17.0 (1.4)    | −14.5 (5.9)    | −9.2 (15.4)    | −2.7 (27.1)    | 2.5 (36.5)     | 7.1 (44.8)     | 11.4 (52.5)    | 9.7 (49.5)     | 4.2 (39.6)     | −0.3 (31.5)    | −9.1 (15.6)    | −13.8 (7.2)    | −17 (1)        |
| 降水量 mm （inch）                           | 157 (6.18)     | 125 (4.92)     | 114 (4.49)     | 104 (4.09)     | 81 (3.19)      | 117 (4.61)     | 85 (3.35)      | 109 (4.29)     | 117 (4.61)     | 141 (5.55)     | 146 (5.75)     | 172 (6.77)     | 1,468 (57.8)   |
| 平均降水日数 （≥0.1 mm）                     | 11.7           | 13.8           | 13.8           | 13.3           | 12.1           | 11.9           | 13.6           | 11.6           | 10.8           | 10.3           | 11.8           | 14.5           | 149.2          |
| % 湿度                                       | 68             | 68             | 69             | 66             | 69             | 72             | 76             | 75             | 74             | 71             | 65             | 64             | 70             |
| 出典：http://meteo.gov.ge/weather-in-kutaisi |                |                |                |                |                |                |                |                |                |                |                |                |                |

## 交通
- ダヴィト・ザ・ビルダー・クタイシ国際空港
クタイシの西14キロメートルにある国際空港

## 姉妹都市
- ニューポート、イギリス
- コロンビア、アメリカ合衆国
- プロヴディフ、ブルガリア
- ビトリア＝ガステイス、スペイン
- ギャンジャ、アゼルバイジャン
- トゥーラ、ロシア